# Alma Ostra

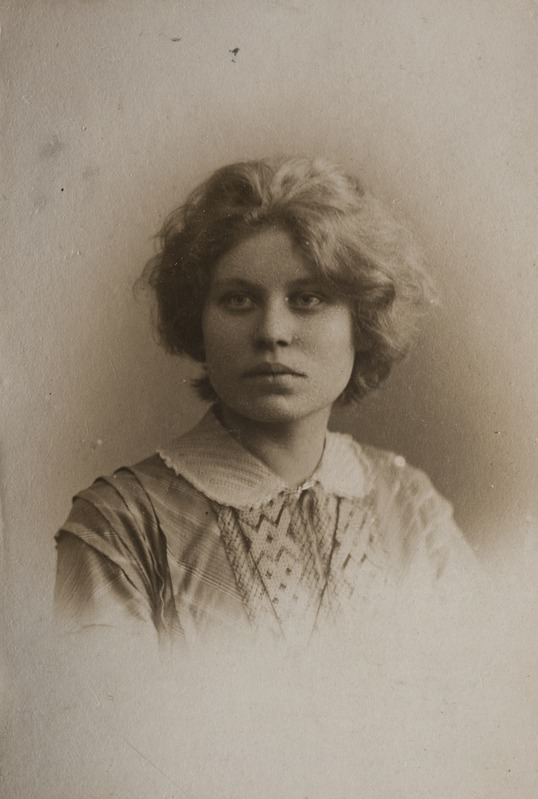
Alma Ostra-Oinas

Alma Ostra (seit 1909 Anvelt-Ostra, seit 1914 Ostra-Oinas, * 4. Septemberjul. / 16. September 1886greg. in der Gemeinde Vastse-Kuuste; † 2. November 1960 in Inta) war eine estnische Politikerin, Schriftstellerin und Journalistin.

## Leben
Ostra besuchte unter anderem von 1901 bis 1905 das Puschkin-Gymnasium in Tartu, wo sie mit der revolutionären Bewegung in Berührung kam und sich politisch engagierte. Im Zuge der Revolution von 1905 wurde sie in Tallinn inhaftiert und nach Sibirien verbannt, von wo sie 1906 jedoch fliehen konnte. Dadurch konnte sie sogar am Parteitag der Sozialdemokratischen Arbeiterpartei Russlands in London teilnehmen, der dort 1907 stattfand. Sie war auch danach weiterhin politisch aktiv und wurde gelegentlich inhaftiert.
1917 wurde sie Mitglied des Provisorischen Landtags von Estland, 1919 dann Mitglied der verfassunggebenden Versammlung von Estland und anschließend noch für mehrere Sitzungsperioden des estnischen Parlaments. Ab 1920 studierte sie an der Universität Tartu, zunächst Medizin ab 1921 Rechtswissenschaft, worin sie 1929 auch ihren Abschluss machte. Nach der Sowjetisierung Estlands war sie kurzzeitig als Rechtsanwältin tätig, während der deutschen Besatzung von Estland arbeitete sie als Dolmetscherin in der Eisenbahnverwaltung, ehe sie 1944 von den Deutschen inhaftiert wurde. Nach Kriegsende wurde sie von den Sowjets verhaftet und für fünf Jahre in ein Straflager in die Komi ASSR verschickt, wo sie auch nach Verbüßung ihrer Strafe blieb und verstarb.
Alma Ostra war (in einer fiktiven Ehe) mit dem estnischen Kommunisten und Autoren Jaan Anvelt verheiratet (1909–1910), später mit dem Sozialdemokraten Aleksander Oinas.

## Literarisches Werk
Neben ihrer vielfältigen politischen und gesellschaftlichen Aktivität, wozu insbesondere auch ihr feministisches Engagement zu zählen ist, hat sich Alma Ostra auch als Schriftstellerin ihre Sporen verdient. Ihr Roman Aino (1923) thematisiert den damals in der estnischen Gesellschaft (und Literatur) aktuellen Stadt-Land-Gegensatz sowie die Frauenrechte und das häufig tabuisierte Thema des Freitods. Das Buch wurde seinerzeit von der Kritik verschmäht, ist in jüngster Zeit aber durchaus angemessen als „Dekadenzliteratur“ gewürdigt worden.

## Bibliografie
- Aino ('Aino'). Varrak, Tallinn 1923. 183 S.
- Lendva ('Sturm'). Noor-Eesti, Tartu 1936. 120 + 135 S.

## Sekundärliteratur
- Toomas Haug: Salakorterist linnavalitsusse, in: Vikerkaar 11/1987, S. 66–69.
- Merlin Kirikal: Dekadentlik kirjutus kui feministlik praktika. Alma Ostra jutustus „Aino“, in: Keel ja Kirjandus 8–9/2023, S. 873–899.